# Гребенштајн
Гребенштајн (њем. Grebenstein) град је у њемачкој савезној држави Хесен. Једно је од 29 општинских средишта округа Касел. Према процјени из 2010. у граду је живјело 6.006 становника. Посједује регионалну шифру (AGS) 6633010.

## Географски и демографски подаци
Гребенштајн се налази у савезној држави Хесен у округу Касел. Град се налази на надморској висини од 193 – 249 метара. Површина општине износи 49,8 km². У самом граду је, према процјени из 2010. године, живјело 6.006 становника. Просјечна густина становништва износи 120 становника/km².

## Међународна сарадња
| Мјесто  | Држава    | Врста сарадње | Од    |
| ------- | --------- | ------------- | ----- |
| Лопик   | Холандија | партнерство   | 1992. |
| Сарсина | Италија   | партнерство   | 1992. |
|         | Француска | партнерство   | 1989. |
| Извор   |           |               |       |